# Aquin (gemeente)
Aquin (Haïtiaans-Creools: Aken) is een stad en gemeente in Haïti met 104.000 inwoners. De plaats ligt aan de zuidkust van het schiereiland Tiburon, 37 km ten oosten van de stad Les Cayes. Het is de hoofdplaats van het gelijknamige arrondissement in het departement Sud.
Er wordt tabak, suikerriet, koffie en katoen verbouwd. Ook wordt er hout gewonnen. Verder vindt er industriële verwerking van koffie plaats en is er een vissershaven.

## Geboren in Aquin
- Carol Théard, kunstenaar
- 1949: Jean-Pierre Théard, kunstenaar

## Indeling
De gemeente bestaat uit de volgende sections communales:
| Nr. | Naam              | Km²    | Inw.2015 |
| --- | ----------------- | ------ | -------- |
| 1   | Macéan            | 84,42  | 9.364    |
| 2   | Bellevue          | 43,84  | 15.104   |
| 3   | Brodequin         | 37,71  | 14.130   |
| 4   | Flamands          | 131,94 | 5.942    |
| 5   | Mare à Coiffe     | 27,59  | 7.676    |
| 6   | La Colline        | 71,81  | 16.100   |
| 7   | Frangipane        | 127,54 | 11.190   |
| 8   | Colline à Mongons | 29,90  | 7.276    |
| 9   | Fond des Blancs   | 46,72  | 7.820    |
| 10  | Guirand           | 37,12  | 9.614    |